# Simulium ufengense
Simulium ufengense är en tvåvingeart som beskrevs av Takaoka 1979. Simulium ufengense ingår i släktet Simulium och familjen knott.
Artens utbredningsområde är Taiwan. Inga underarter finns listade i Catalogue of Life.